# كينيدي (تكساس)
كينيدي (بالإنجليزية: Kenedy, Texas)‏ هي مدينة تقع بولاية تكساس في شمال شرق الولايات المتحدة. تبلغ مساحة هذه المدينة 8.6 (كم²)، وترتفع عن سطح البحر 81 م، بلغ عدد سكانها 3487 نسمة في عام 2000 حسب إحصاء مكتب تعداد الولايات المتحدة وتصل الكثافة السكانية فيها 405.1 نسمة/كم2.

## التركيبة السكانية
حدّد مكتب تعداد الولايات المتحدة بيانات التركيبة السكانية لكينيدي في تعداد الولايات المتحدة. في ما يلي، التركيبة السكانية حسب تعدادي 2000 و2010.

### تعداد عام 2000
بلغ عدد سكان كينيدي 3,487 نسمة بحسب تعداد عام 2000، وبلغ عدد الأسر 1,266 أسرة وعدد العائلات 908 عائلة مقيمة في المدينة. في حين سجلت الكثافة السكانية 366.3 نسمة لكل كيلومتر مربع (948.7/ميل2). وبلغ عدد الوحدات السكنية 1,550 وحدة بمتوسط كثافة قدره 162.8 لكل كيلومتر مربع (421.7/ميل2).
وتوزع التركيب العرقي للمدينة بنسبة 72.44% من البيض و3.18% من الأمريكيين الأفارقة و0.72% من الأمريكيين الأصليين و0.72% من الأمريكيين ذوي الأصول الآسيوية و0.17% من سكان جزر المحيط الهادئ و20.68% من الأعراق الأخرى و2.09% من عرقين مختلطين أو أكثر و64.90% من الهسبانيون أو اللاتينيون من أي عرق.
بلغ عدد الأسر 1,266 أسرة كانت نسبة 41.9% منها لديها أطفال تحت سن الثامنة عشر تعيش معهم، وبلغت نسبة الأزواج القاطنين مع بعضهم البعض 48.4% من أصل المجموع الكلي للأسر، ونسبة 17.1% من الأسر كان لديها معيلات من الإناث دون وجود شريك،  بينما كانت نسبة 6.2% من الأسر لديها معيلون من الذكور دون وجود شريكة وكانت نسبة 28.3% من غير العائلات. تألفت نسبة 25.8% من أصل جميع الأسر من عدة أفراد يعيشون في نفس المنزل ونسبة 13.2% كانت تتألف من شخص يعيش بمفرده يبلغ من العمر 65 عاماً أو أكثر. وبلغ متوسط حجم الأسرة المعيشية 2.67، أما متوسط حجم العائلات فبلغ 3.20.
بلغ العمر الوسطي للسكان 35.8 عاماً. وكانت نسبة 29% من القاطنين تحت سن الثامنة عشر، وكانت نسبة 9.4% بين الثامنة عشر والرابعة والعشرين عاماً، ونسبة 24.2% كانت واقعةً في الفئة العمرية ما بين الخامسة والعشرين والرابعة والأربعين عاماً، ونسبة 19.7% كانت ما بين الخامسة والأربعين والرابعة والستين، ونسبة 14.6% كانت ضمن فئة الخامسة والستين عاماً فما فوق. يوجد لكل 100 أنثى 89.5 ذكر، ويوجد لكل 100 أنثى في الثامنة عشر من عمرها فما فوق 87.1 ذكر.
بلغ متوسط دخل الأسرة في المدينة 24,647 دولارًا، أما متوسط دخل العائلة فبلغ 25,152 دولارًا. وكان متوسط دخل الذكور 25,779 دولارًا مقابل 17,895 دولارًا للإناث. وسجل دخل الفرد الخاص بالمدينة 13,929 دولارًا. وكانت نسبة 23.4% من العائلات ونسبة 25.8% من السكان تحت خط الفقر، وكان من هؤلاء نسبة 33.3% تحت سن الثامنة عشر ونسبة 11.9% في الخامسة والستين من العمر وما فوق.

### تعداد عام 2010
بلغ عدد سكان كينيدي 3,296 نسمة بحسب تعداد عام 2010، وبلغ عدد الأسر 1,232 أسرة وعدد العائلات 841 عائلة مقيمة في المدينة. في حين سجلت الكثافة السكانية 346.2 نسمة لكل كيلومتر مربع (896.7/ميل2). وبلغ عدد الوحدات السكنية 1,476 وحدة بمتوسط كثافة قدره 155 لكل كيلومتر مربع (401.4/ميل2).
وتوزع التركيب العرقي للمدينة بنسبة 79.34% من البيض و2.34% من الأمريكيين الأفارقة و0.85% من الأمريكيين الأصليين و0.55% من الأمريكيين ذوي الأصول الآسيوية و0.06% من سكان جزر المحيط الهادئ و15.53% من الأعراق الأخرى و1.33% من عرقين مختلطين أو أكثر و68.60% من الهسبانيون أو اللاتينيون من أي عرق.
بلغ عدد الأسر 1,232 أسرة كانت نسبة 35.7% منها لديها أطفال تحت سن الثامنة عشر تعيش معهم، وبلغت نسبة الأزواج القاطنين مع بعضهم البعض 44.2% من أصل المجموع الكلي للأسر، ونسبة 17.1% من الأسر كان لديها معيلات من الإناث دون وجود شريك،  بينما كانت نسبة 6.9% من الأسر لديها معيلون من الذكور دون وجود شريكة وكانت نسبة 31.7% من غير العائلات. تألفت نسبة 28.3% من أصل جميع الأسر من عدة أفراد يعيشون في نفس المنزل ونسبة 12.1% كانت تتألف من شخص يعيش بمفرده يبلغ من العمر 65 عاماً أو أكثر. وبلغ متوسط حجم الأسرة المعيشية 2.62، أما متوسط حجم العائلات فبلغ 3.20.
بلغ العمر الوسطي للسكان 37.3 عاماً. وكانت نسبة 26.6% من القاطنين تحت سن الثامنة عشر، وكانت نسبة 10.1% بين الثامنة عشر والرابعة والعشرين عاماً، ونسبة 22.2% كانت واقعةً في الفئة العمرية ما بين الخامسة والعشرين والرابعة والأربعين عاماً، ونسبة 25.2% كانت ما بين الخامسة والأربعين والرابعة والستين، ونسبة 15.9% كانت ضمن فئة الخامسة والستين عاماً فما فوق. وتوزع التركيب الجنسي للسكان بنسبة 47.9% ذكور و52.1% إناث.

## أعلام
- كليف غوستافسون
- جيم باسباي

## وصلات خارجية
- The US50 - Cities and Towns in Texas State